# August Maximilian Myhrberg

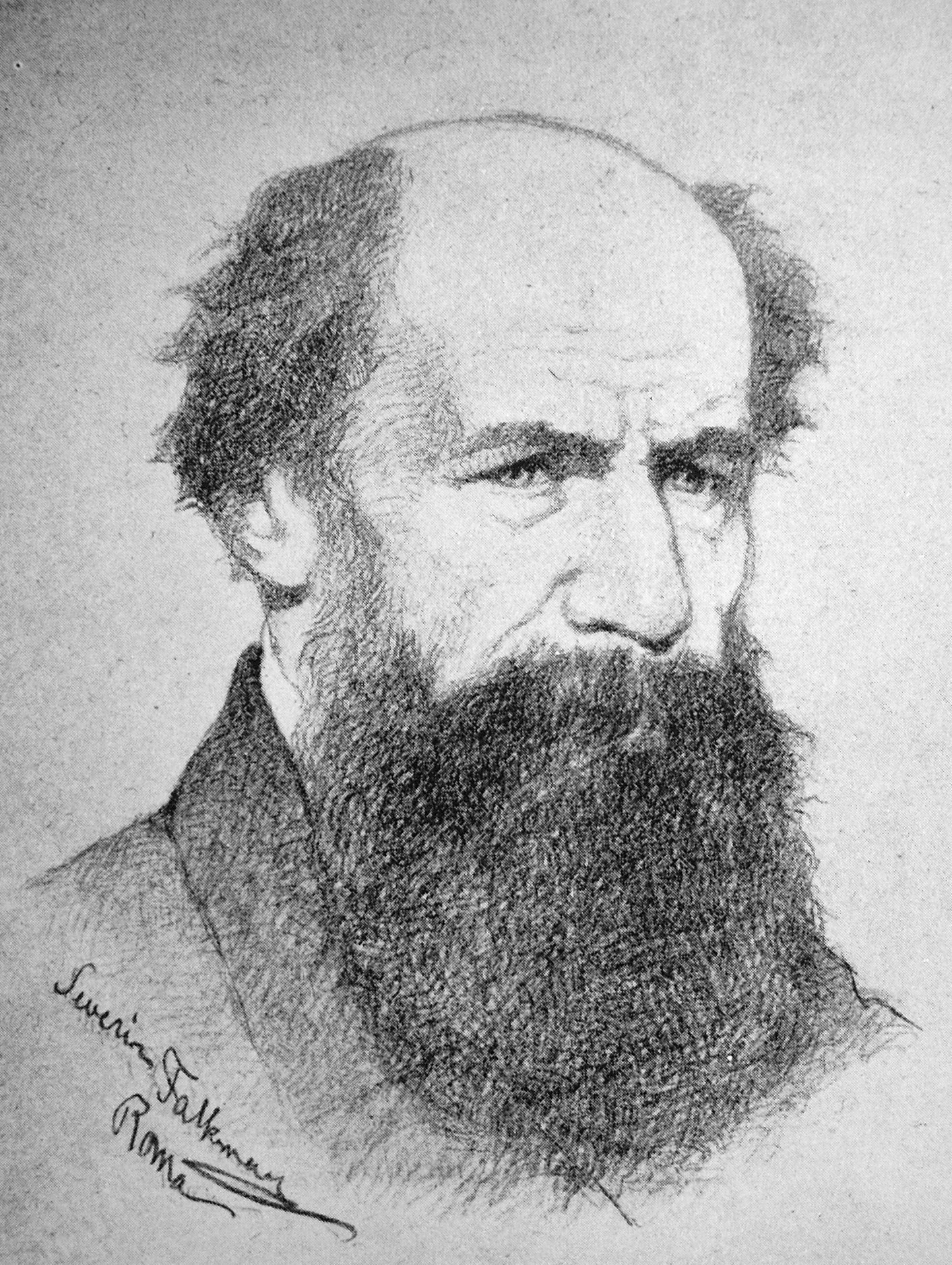
August Maximilian Myhrberg. Blyertsteckning av Severin Falkman (1863).

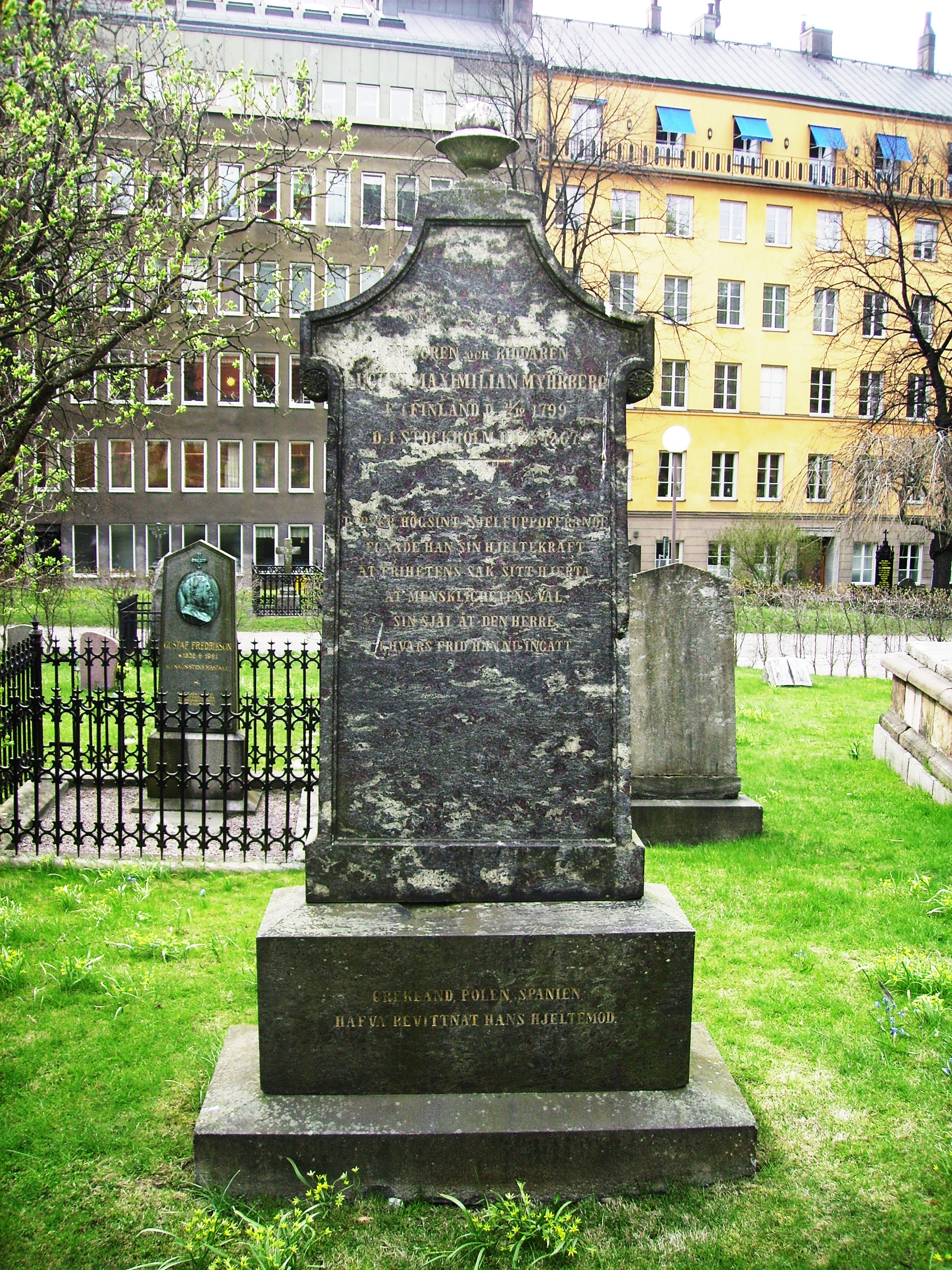
August Maximilian Myhrbergs grav, Johannes kyrkogård, Stockholm.

August Maximilian Myhrberg, född 24 juli 1797 Brahestad, Finland,  död 31 mars 1867 i Stockholm, var en frihetskämpe och äventyrare.
Han växte upp i Uleåborg, men gick från 1812 i skola i Uppsala. År 1818 inledde han studier vid Åbo akademi. Några år senare flyttade han till Stockholm och begav sig 1823 till Spanien för att kämpa på de revolutionäras sida. Han tillfångatogs av fransmännen, men blev snart frigiven. Från 1824 till 1830 deltog han i det grekiska frihetskriget, där han avancerade till kapten och kommendant i Palamide. År 1831 anslöt han sig till upprorsmännen i Polen, men hamnade i rysk fångenskap. 
Största delen av 1830-talet vistades Myhrberg i Paris, med undantag av 1833 då han deltog i det spanska inbördeskriget. 
Efter ett besök i Norden 1840 befordrades han till major 1842 av den svenske kungen. En tid tjänade han vid milisen på den svenska kolonin S:t Barthélemy, men vantrivdes och återvände hem 1848. Där satte han sig i förbindelse med polska centralkommittén, varefter han följde furstinnan Czartoryska till Italien för organiserandet av de polska frikårerna man väntade därifrån. Resningen i Polen kuvades innan friskarorna hunnit ge sig av. Han kom tillbaka till Norden och vistades mellan åren 1852–1854 hos släktingar i Esbogård. Sina sista år levde han i Stockholm som en fattig man. En sista gång besökte han Finland 1857. Han är begravd på Johannes kyrkogård i Stockholm. En minnesstaty avtäcktes i Brahestad 1931.
Berättelser från hans äventyrliga liv har använts i läseböcker för svensk och finländsk ungdom.